# Osmundàcies
Les osmundàcies (Osmundaceae) és una família de plantes vasculars sense llavors, l'única de l'ordre Osmundales.
Les seves espècies tenen una distribució subcosmopolita, i són pròpies de llocs humits. Als Països Catalans només és autòcton el gènere Osmunda.

## Taxonomia
La família Osmundaceae inclous 6 gèneres i 25 espècies:
- Gènere Claytosmunda (Y. Yatabe, N. Murakami & K. Iwatsuki) J.S. Metzgar & G. Rouhan, 2016
- Gènere Leptopteris K.B. Presl, 1845
- Gènere Osmunda Linnaeus, 1753
- Gènere Osmundastrum K.B. Presl, 1847
- Gènere Plenasium K.B. Presl, 1836
- Gènere Todea Willdenow ex Bernhardi, 1801